# Xã St. Olaf, Quận Otter Tail, Minnesota
Xã St. Olaf (tiếng Anh: St. Olaf Township) là một xã thuộc quận Otter Tail, tiểu bang Minnesota, Hoa Kỳ. Năm 2010, dân số của xã này là 352 người.